# 長野県立長野工業高等学校
もしかして
- 長野県長野工業高等学校

ではありませんか？